# Pakistan aux Jeux olympiques d'hiver de 2010
Cet article contient des informations sur la participation et les résultats du Pakistan aux Jeux olympiques d'hiver de 2010 à Vancouver au Canada. Pour la première fois, le Pakistan participe aux Jeux olympiques d'hiver. Il était représenté par 1 athlète.

## Cérémonies d'ouverture et de clôture

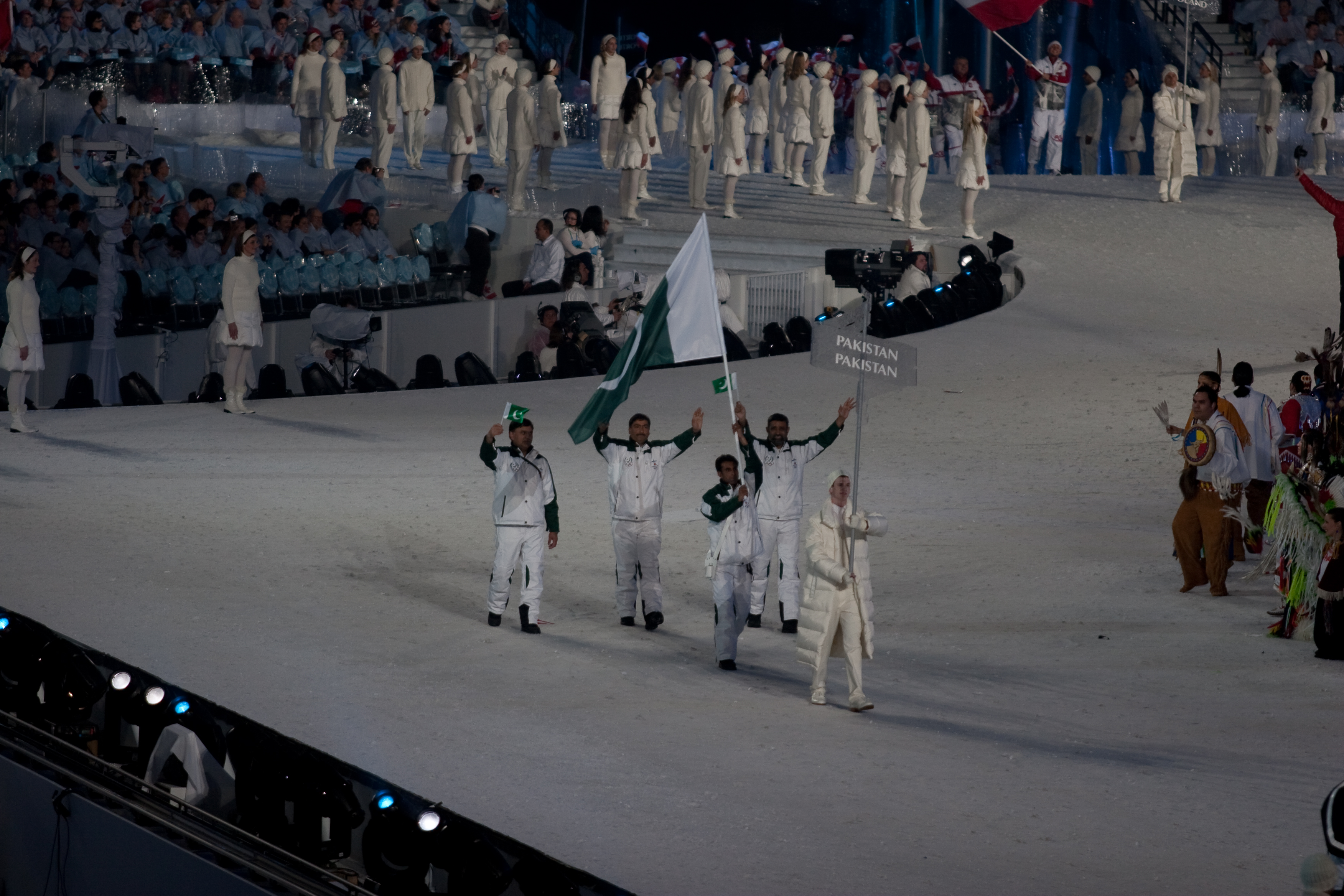
Entrée de la délégation pakistanaise lors de la cérémonie d'ouverture.

Comme cela est de coutume, la Grèce, berceau des Jeux olympiques, ouvre le défilé des nations, tandis que le Canada, en tant que pays organisateur, ferme la marche. Les autres pays défilent par ordre alphabétique. Le Pakistan est la 61e des 82 délégations à entrer dans le BC Place Stadium de Vancouver au cours du défilé des nations durant la cérémonie d'ouverture, après la Norvège et avant le Pérou. Cette cérémonie est dédiée au lugeur géorgien Nodar Kumaritashvili, mort la veille après une sortie de piste durant un entraînement. Le porte-drapeau du pays est le skieur alpin Muhammad Abbas.
Lors de la cérémonie de clôture qui se déroule également au BC Place Stadium, les porte-drapeaux des différentes délégations entrent ensemble dans le stade olympique et forment un cercle autour du chaudron abritant la flamme olympique. Le drapeau pakistanais est à nouveau porté par Muhammad Abbas.

## Ski alpin
- Muhammad Abbas

## Diffusion des Jeux au Pakistan
Les Pakistanais peuvent suivre les épreuves olympiques en regardant en clair la chaîne nationale Geo, mais également sur le câble et le satellite grâce au réseau ESPN Star Sports.